# Warren Allmand
William Warren Allmand, PC OC QC (* 19. September 1932 in Montreal, Québec; † 7. Dezember 2016 ebenda) war ein kanadischer Jurist und Politiker der Liberalen Partei, der über 31 Jahre lang Abgeordneter des Unterhauses sowie zeitweilig auch Minister war.

## Leben
Nach dem Schulbesuch absolvierte Allmand ein Studium der Rechtswissenschaften, das er zunächst mit einem Bachelor of Civil Laws (B.C.L.) sowie später mit einem Doktor der Rechte (LL.D.) abschloss. Nach Abschluss des Studiums war er als Rechtsanwalt, Barrister und Solicitor tätig.
Bei der Unterhauswahl vom 8. November 1965 wurde Allmand als Kandidat der Liberalen Partei erstmals zum Abgeordneten in das Unterhaus gewählt und vertrat in diesem nach acht Wiederwahlen bis zu seinem Mandatsverzicht am 24. Februar 1997 mehr als 31 Jahre lang den Wahlkreis Notre-Dame-de-Grâce beziehungsweise zwischenzeitlich von der Unterhauswahl vom 4. September 1984 bis zur Wahl vom 21. November 1988 den Wahlkreis Notre-Dame-de-Grâce/Lachine East. Zu Beginn seiner langjährigen parlamentarischen Laufbahn war er zwischen Januar 1966 und April 1968 Vize-Vorsitzender des Ständigen Ausschusses für Wohnungsbau, urbane Entwicklung und öffentliche Arbeiten.
Am 27. November 1972 wurde Allmand von Premierminister Pierre Trudeau als Solicitor General in das 20. Kabinett Kanadas berufen. Diese Funktion behielt er bis zu einer Regierungsumbildung am 14. September 1976 und übernahm dann bis zum 15. September 1977 das Amt des Ministers für Indianerangelegenheiten und nördliche Entwicklung. Zuletzt war er vom 16. September 1977 bis zum 3. Juni 1979 Minister für Konsumenten- und Unternehmensangelegenheiten.
1980 wurde er von Premierminister Trudeau nicht erneut in die 22. Regierung Kanadas berufen, sondern fungierte stattdessen von April 1980 bis Juli 1984 als Vorsitzender des Ständigen Ausschusses für Arbeit, Arbeitskräfte und Einwanderung sowie zeitgleich von April 1980 bis November 1983 als Vorsitzender des Sonderausschusses des Unterhauses für Beschäftigungsmöglichkeiten für die 1980er Jahre. Nach der Niederlage der Liberalen Partei bei der Unterhauswahl 1984 wurde Allmand im Oktober 1984 Sprecher der Opposition für Beschäftigung und anschließend von 1990 bis 1992 für Rüstungskontrolle und Abrüstung sowie Amtssprachen, ehe er zuletzt von 1992 bis 1993 Sprecher der oppositionellen Fraktion der Liberalen Partei für Einwanderung.
Zuletzt war er zwischen Januar 1994 und Februar 1996 Vorsitzender des Ständigen Ausschusses für Justiz und Rechtsangelegenheiten. Zeitgleich war er von Januar 1994 bis Februar 1996 Vize-Vorsitzender des Gemeinsamen Ausschusses des Parlaments von Kanada für Amtssprachen. Am 24. Februar 1997 legte er sein Mandat im Unterhaus nieder und wurde Präsident des Internationalen Zentrums für Menschenrechte und Demokratische Entwicklung.
Aufgrund seiner jahrzehntelangen Verdienste als Politiker und Jurist für Menschenrechte sowie die Entwicklung der Demokratie wurde er am 27. April 2000 zum Officer des Order of Canada ernannt. Ab 2005 engagierte sich als Allmand als Mitglied des Stadtrates von Montreal.

## Veröffentlichungen
- Is there a future for progressive policies in Canada?, Montréal, McGill Institute for the Study of Canada, 1997.
- Trading in human rights: the need for human rights sensitivity at the World Trade Organization, Montréal, International Centre for Human Rights & Democratic Development, 1999.
- Troquer ou respecter les droits humains ? Pour une Organisation mondiale du commerce soucieuse des droits humains, Montréal, Centre international des droits de la personne et du développement démocratique, 1999.